# Heinz Hartnack

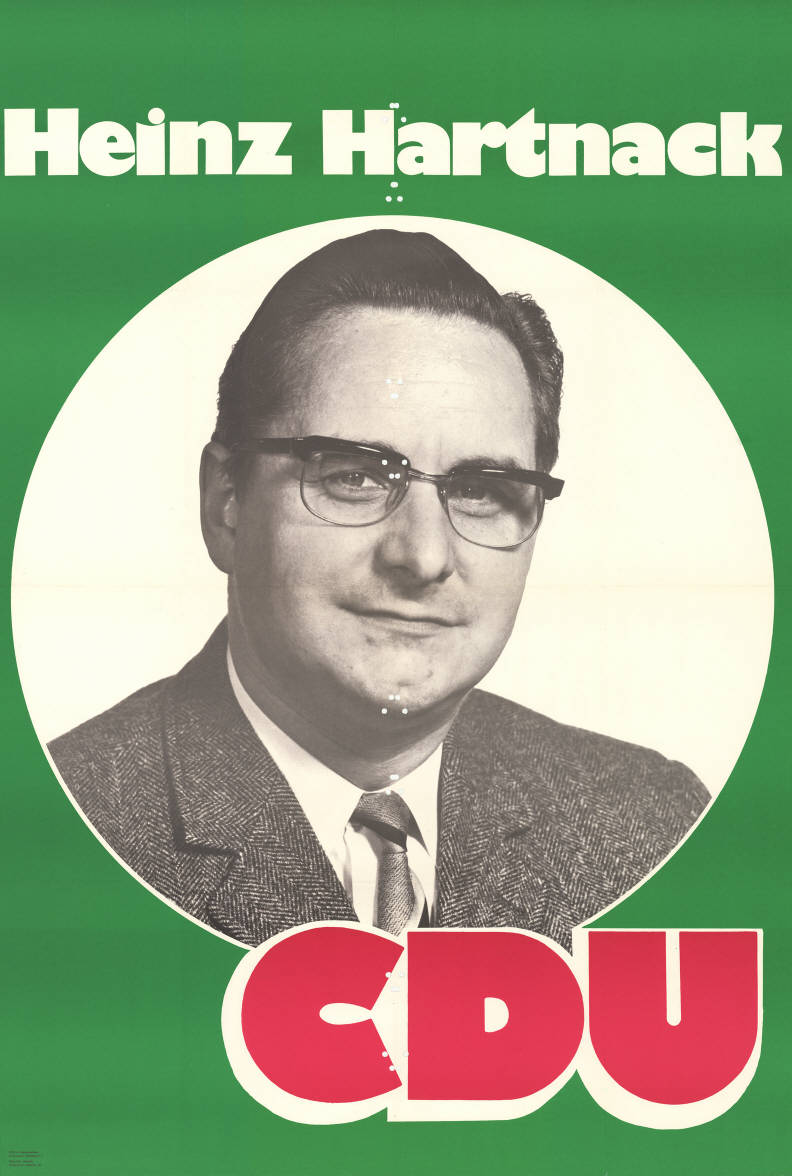
Kandidatenplakat Heinz Hartnacks zur Landtagswahl in Niedersachsen 1970

Heinz Hartnack (* 2. Juli 1929 in Berlin; † 1. Januar 1990) war ein deutscher Politiker (CDU).

## Leben und Beruf
Nach dem Schulabschluss mit der mittleren Reife war Hartnack im Zweiten Weltkrieg Flakhelfer und geriet anschließend in sowjetische Kriegsgefangenschaft. Danach machte er eine Ausbildung zum Verlagskaufmann und war von 1959 bis 1962 Bezirksgeschäftsführer der DAG Lüneburg. Er fungierte als Vorsitzender der Arbeitsgemeinschaft christlicher Arbeitnehmerorganisationen in Niedersachsen und als Geschäftsführer des Niedersächsischen Bildungswerks.

## Partei
Hartnack trat 1958 in die CDU ein. Dort wurde er im Laufe der Zeit sowohl Ortsvorsitzender als auch stellvertretender Kreisvorsitzender. Seit 1962 war er Landesgeschäftsführer der CDU-Sozialausschüsse in Niedersachsen.

## Abgeordneter
Bei der Bundestagswahl 1961 kandidierte er erfolglos auf der Landesliste der CDU in Niedersachsen. 1969 kandidierte er erneut, zunächst wieder erfolglos. Am 12. September 1972 rückte er dann für den Abgeordneten Heinrich Schröder in den Bundestag nach, da dieser sein Mandat niedergelegt hatte. Bis zur Auflösung des Bundestags am 22. September 1972 war er zehn Tage lang Mitglied des Parlaments. Zur Wahl 1972 trat er nicht mehr an.